# 996 систем рада
996 систем рада (кин: 996工作制) је распоред рада који практикују неке компаније у Народној Републици Кини. Име је добио по захтеву да запослени раде од 9:00 до 21:00, 6 дана у недељи; односно 72 часа недељно. Неколико интернет компанија у континенталној Кини усвојило је овај систем као свој званични распоред рада. Критичари тврде да је систем кршење кинеског закона о раду и назвали су га модерним ропством.
У марту 2019. године покренут је протест „анти-996“ преко платформе GitHub. Године 2021, академска студија кинеских институција је по први пут препознала постојање културе прекомерног рада, попут 996.
Врховни народни суд је 27. августа 2021. године прогласио овај систем рада незаконитим. Међутим, сумња се да ли ће то бити у потпуности спроведено.